# NAMC YS-11
Il NAMC YS-11 è un aereo di linea turboelica costruito dal consorzio giapponese Nihon Aircraft Manufacturing Corporation. Il progetto fu varato dal locale Ministero del Commercio Internazionale e dell'Industria nel 1954. Il primo aeromobile uscì di fabbrica nel 1962 e la produzione cessò nel 1974.
Ad oggi, l'YS-11 è l'unico aereo commerciale di successo realizzato da un marchio giapponese, sia prima che dopo la Seconda guerra mondiale. In totale sono stati prodotti 182 esemplari. Sebbene gli apparecchi siano stati progettati e costruiti in Giappone, i motori furono costruiti da Rolls-Royce. Inoltre i dispositivi elettronici, gli strumenti di misura, gli apparati e le avioniche furono acquisiti sia da industrie giapponesi che da fornitori esteri d'oltremare per tutto il periodo di produzione.
Il consorzio di imprese che diede vita alla NAMC includeva la Mitsubishi Heavy Industries e la Fuji Heavy Industries (quest'ultima ora meglio conosciuta come la società controllante del costruttore automobilistico Subaru), entrambe principali costruttrici di aerei da caccia sempre durante l'ultima guerra. Il bimotore YS-11 tramandò caratteristiche operative molto simili al quadrimotore Vickers Viscount e aveva il 50% di capacità in più rispetto al concorrente Fokker F.27.
Nel 2007 un esemplare è stato preservato presso il Mechanical Engineering Heritage N.13 di Tokyo.

## Utilizzatori
Ad agosto 2006, un totale di 21 YS-11 di tutte le varianti rimanevano in servizio presso Aboitiz Air (6), Air Link International Airways (1), Air Philippines (3), Asian Spirit (2), Mahfooz Aviation (1), Phuket Airlines (4), South Phoenix Airways (2), Aero Union (1) e Garcela Air Cargo (1).

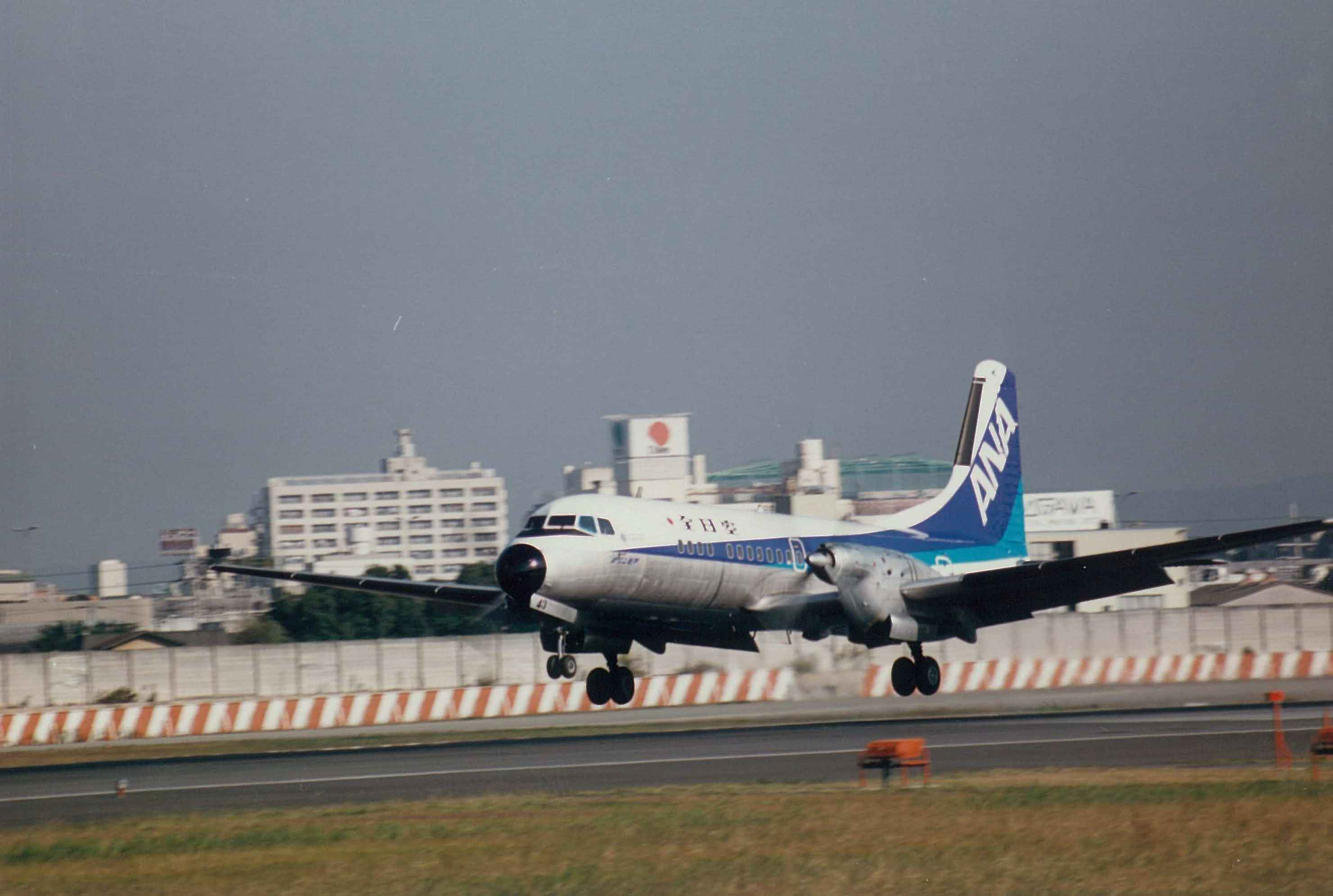
YS-11 in livrea All Nippon Airways a Osaka intorno al 1990.

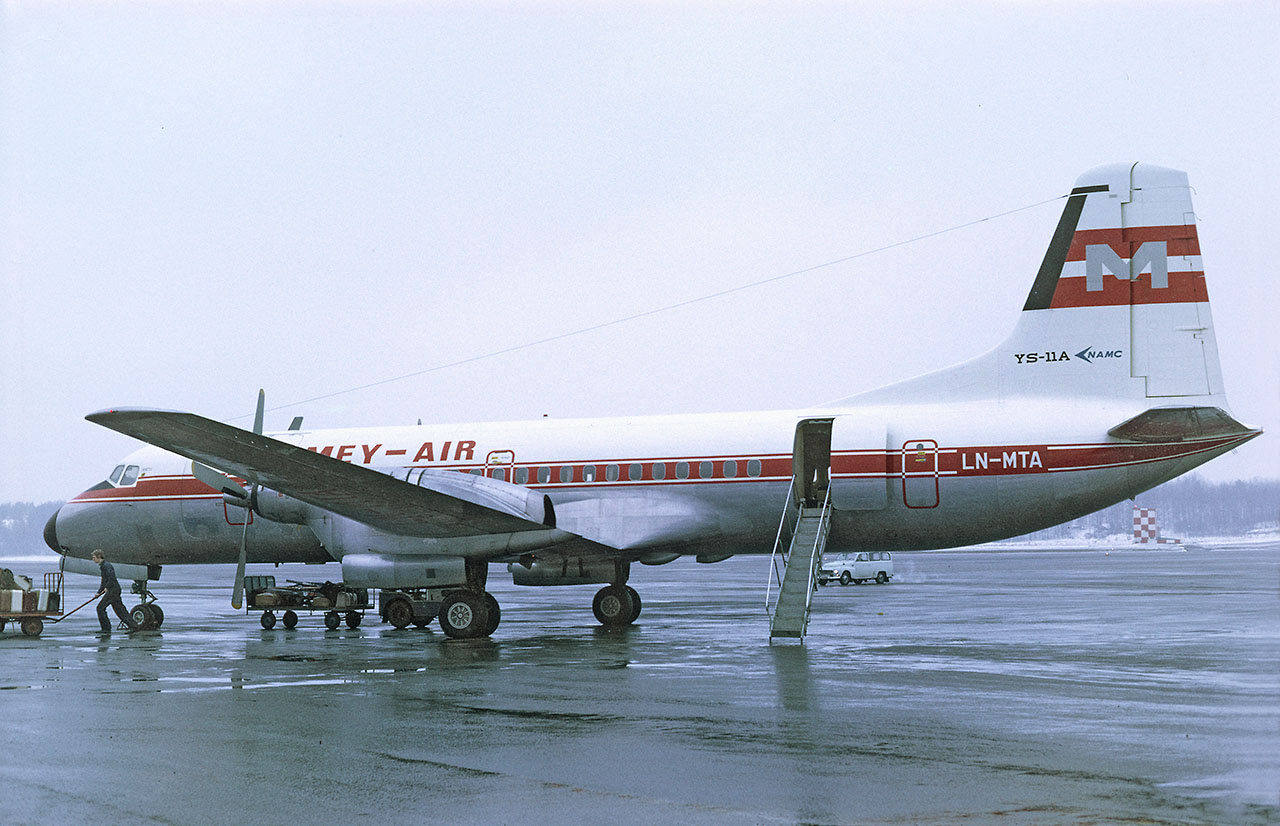
Mey-Air

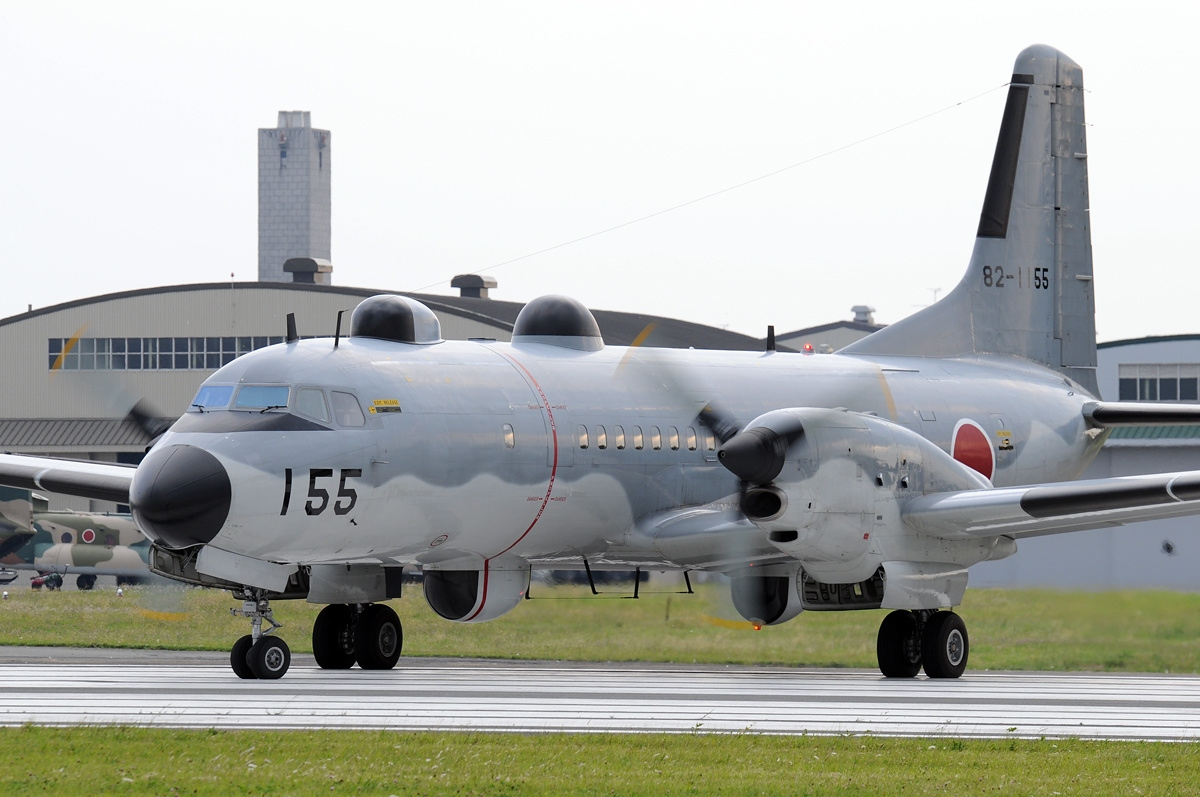
Kōkū JieitaiYS-11EA

Di seguito sono elencati tutti gli operatori di questo apparecchio:

### Civili
- Aboitiz Air
- Aerodan Cargo
- Aerolíneas Argentinas
- AeroLitoral (oggi  AeroMexico Connect)
- AeroSierra
- Aero Union
- Air Aruba
- Air Caribbean
- Air Link International Airways
- Air Nippon (sussidiaria di All Nippon Airways)
- All Nippon Airways
- Air Philippines
- Air Phoenix
- Air Star Zanzibar
- Airborne Express/Midwest Air Charter
- Aerotransportes Litoral Argentino (ALA)
- Alcon
- American Eagle Airlines (operati da  Simmons Airlines)
- Asian Spirit (ora  Zest Airways)
- Austral Líneas Aereas (sussidiaria di Aerolineas Argentinas)
- Barker-Wayne
- BIMP - EAGA Air Alliance
- Bouraq Indonesia Airlines
- China Airlines
- Continental Express (operati da  Provincetown-Boston Airlines, Inc.)
- Serviços Aéreos Cruzeiro do Sul
- Farwest Airlines
- Fil-Asian Airways
- Filipinas Orient Airways
- Fort Worth Air
- Gabon Express Cargo
- Garcela
- Garcela Air Cargo
- Gambia Airways
- Geological Survey of Japan
- Global Air Cargo
- Hawaiian Airlines
- Japan Air Lines
- Japan Air System (ora fusa con Japan Air Lines)
- Japan Domestic Airlines (predecessore di Japan Air System)
- Japan Civil Aeronautics Board
- Japan TransOcean Air (ex  Southwest Air Lines Japan)
- Korean Air
- Korean Air Cargo
- LANSA
- Litoral
- Mahfooz Aviation
- Mandala Airlines
- Mey-Air
- Merpati Nusantara Airlines
- Mid Pacific Air
- MPAC
- Nihon Kinkyori Airlines (sussidiaria di All Nippon Airways)
- Norcanair
- Olympic Airways
- Pacific Southwest Airlines - Usato per addestrare i piloti giapponesi. Non ha mai ricevuto la livrea sociale.
- Philippine Airlines
- Phuket Air
- Piedmont Airlines
- Pinehurst
- Pyramid Airlines
- Reeve Aleutian Airways
- Société Générale d'Alimentation
- South Phoenix Airways
- Tauk Tours
- Toa Airways (predecessore di Toa Domestic Airlines)
- Toa Domestic Airlines (predecessore di Japan Air System)
- Trans Air
- Trans-Central Airlines
- Trygon Ltd
- United States Postal Service (USPS)
- VASP
- Winair

### Militari
Filippine
- Aeronautica militare filippina

 Gabon
- Armée de l'air Gabonaise

 Giappone
- Forza aerea di autodifesa giapponese

4 YS-11EA/EB ELINT, 2 YS-11NT da addestramento, 8 YS-11P da trasporto consegnati, al novembre 2020 risultano in servizio i 4 aerei ELINT, i 2 da addestramento ed un solo esemplare da trasporto.
- Forza navale di autodifesa giapponese

10 YS-11M in servizio dal 1967 al 2014.
- Guardia costiera giapponese

5 YS-11A in servizio dal 1969 al 2011.
 Grecia
- Ellenikì Polemikì Aeroporia

## Incidenti
- 13 novembre 1966: il volo ANA 533 precipita in mare in fase di atterraggio a Matsuyama, Giappone, con la perdita di tutti gli occupanti (45 passeggeri e cinque membri dell'equipaggio).[4]
- 20 ottobre 1969: il volo ANA 104 atterra troppo avanti rispetto al punto prestabilito e, a causa del fondo sdrucciolevole, si arresta fuori dalla pista dell'aeroporto di Miyazaki, Giappone. Tutti gli occupanti sopravvivono.[5]
- 11 dicembre 1969: un volo della Korean Air decollato da Kangnung, Corea del Sud, e diretto all'aeroporto internazionale di Gimpo, Seul, viene dirottato e fatto atterrare all'aeroporto internazionale "Sunan" di Pyongyang, Corea del Nord. Durante l'atterraggio l'aereo ha riportato danni ingenti e pertanto è andato perso.[6]
- 12 agosto 1970: il volo China Airlines 206 si schianta a causa della fitta nebbia sul Monte Yuan in fase di avvicinamento all'aeroporto "Songshan" di Taipei, Taiwan. Muoiono due membri dell'equipaggio e dodici passeggeri.[7]
- 1º aprile 1971: un YS-11 della Merpati Nusantara Airlines atterra a carrelli alzati all'aeroporto "Kemayoran" di Giacarta, Indonesia, durante un volo di addestramento. Muoiono i 3 occupanti.[8]
- 3 luglio 1971: il volo TOA Domestic Airlines 533 precipita sul Monte Yokotsu in fase di avvicinamento all'aeroporto di Hakodate, Giappone. Restano uccisi 64 passeggeri e quattro membri dell'equipaggio. È il più grave incidente occorso a questo apparecchio per numero di vite umane perdute.[9]
- 7 novembre 1971: un YS-11 della VASP viene distrutto da un incendio causato dall'accensione di una candela all'interno della cabina presso Aragarças, Brasile. La candela risulterà essere stata accesa da due uomini che avevano il compito di sorvegliare l'aeromobile per tutta la notte, dato che quest'ultimo aveva subito un atterraggio fuori pista qualche ora prima. Entrambi i sorveglianti restano uccisi.[10]
- 12 aprile 1972: un volo della VASP San Paolo - Rio de Janeiro precipita a 50 km (31 mi) a nord della destinazione. Muoiono tutti gli occupanti (21 passeggeri e quattro membri dell'equipaggio).[11]
- 18 ottobre 1972: un YS-11 della Cruzeiro atterra troppo avanti rispetto al punto prestabilito e, a causa del fondo sdrucciolevole, si arresta fuori dalla pista dell'aeroporto "Congonhas" di San Paolo, Brasile. Tutti gli occupanti sopravvivono, mentre l'aereo viene radiato a causa dei troppi danni.[12]
- 21 ottobre 1972: un YS-11 della Olympic Airlines cade in mare in fase di avvicinamento, a visibilità ridotta, all'allora aeroporto internazionale di Ellininko, Atene, Grecia. Muoiono 36 passeggeri e un membro dell'equipaggio.[13]
- 23 ottobre 1973: all'aeroporto regionale "Santos Dumont" di Rio de Janeiro, Brasile, un YS-11 della VASP diretto a Belo Horizonte subisce un calo di potenza mentre sta decollando. La procedura viene abortita, tuttavia la frenatura di emergenza si rivela insufficiente a rallentare il velivolo, dato che agisce praticamente sul solo carrello destro. Il pilota decide dunque di retrarre i carrelli in vista dell'imminente fuori pista. L'apparecchio scivola di fusoliera nella Baia di Guanabara. Muoiono otto dei 60 passeggeri.[14]
- 5 marzo 1974: un YS-11 della Pacific Southwest Airlines atterra rovinosamente in pieno deserto durante una simulazione di atterraggio con stallo non lontano da Borrego Springs, California, Stati Uniti. I quattro occupanti si salvarono ma l'aereo fu radiato. Vi fu l'arresto di entrambi i motori causato dal surriscaldamento della turbina (con conseguente incendio) durante un beccheggio elevato[15]  che alcune volte è causato anche dal contrastare, qualora si presentasse, il fenomeno ventoso detto wind shear durante la rotta. Resta comunque il fatto che fu dovuto a gravi negligenze manutentive del personale di terra, combinato agli altrettanto gravi errori commessi da due studenti-piloti e dal loro istruttore durante il manifestarsi del problema.[16]
- 6 novembre 1974: un YS-11 della Reeve Aleutian Airways viene distrutto da un incendio divampato all'interno dell'hangar in cui si trovava presso l'aeroporto internazionale di Anchorage, Alaska, USA.[17]
- 28 maggio 1975: il volo TOA Domestic Airlines 621 è costretto al rientro all'aeroporto "Itami" di Osaka a causa di una perdita nel circuito idraulico. Subito dopo l'atterraggio lo scoppio di uno pneumatico fa finire l'aereo fuori pista. Gli occupanti sopravvivono, ma i danni decretano la radiazione dell'apparecchio.[18]
- 23 novembre 1976: un YS-11 della Olympic Airlines operante il volo Olympic Airways 830 si schianta contro una montagna vicino Kozani, Grecia. Muoiono 46 passeggeri e quattro membri dell'equipaggio. Al momento dell'impatto i rilievi erano coperti dalle nubi e la visibilità era tra i 15 e i 20 metri.[19]
- 29 aprile 1977: un YS-11 della Cruzeiro in allestimento cargo atterra troppo avanti rispetto al punto stabilito a causa della nebbia e termina la corsa fuori pista presso Navegantes, Brasile. Entrambi i piloti sopravvivono.[20]
- 17 luglio 1977: un YS-11 della Philippine Airlines precipita in mare in fase di avvicinamento all'aeroporto di Matcan per via del blocco del motore 1. Muoiono tutti gli occupanti (22 passeggeri e 3 membri dell'equipaggio).[21]
- 11 marzo 1983: il volo Nihon Kinkyori Airlines 497 manca la pista dell'aeroporto di Nakashibetsu, Giappone, di 100 metri. L'ipotesi più accreditata è l'errore umano (valutazione scorretta della distanza e dell'altitudine).[22]
- 13 gennaio 1987: un YS-11 della Mid Pacific Air atterra rovinosamente in un campo di granoturco nei pressi di Remington, Indiana, USA, durante una simulazione di atterraggio con stallo. Tutti e tre gli occupanti sopravvivono. L'ipotesi più accreditata è la serie di errori e disattenzioni del pilota ai comandi dell'apparecchio che hanno portato al blocco di entrambi i motori.[23]
- 10 gennaio 1988: il volo TOA Domestic Airlines 670 finisce fuori pista di 60 metri dopo un decollo abortito presso Miho, Giappone, fermandosi in acque poco profonde. L'aereo non era stato sottoposto a sghiacciamento, compromettendo la funzionalità degli elevatori.[24]
- 15 marzo 1989: un YS-11 Cargo della Mid Pacific Air impatta contro una collinetta a poche decine di metri dalla pista 28 dell'aeroporto "Purdue University" di Lafayette, Indiana, USA, a causa della perdita di controllo dello stabilizzatore. Sul relitto vengono infatti trovate tracce di formazione di ghiaccio. Muoiono i due piloti.[25]
- 6 marzo 1992: un YS-11 della Airborne Express, usato esclusivamente come aereo-scuola, atterra a carrelli alzati all'aeroporto di Clinton, Indiana, USA, durante una simulazione di atterraggio senza flap. L'equipaggio ha infatti dimenticato di abbassare i carrelli.[26]
- 24 giugno 1996: un YS-11 della Air Philippines urta violentemente un gruppo elettrogeno in fase di rullaggio all'aeroporto di Nāga, Filippine. Ne consegue un incendio che distrugge l'apparecchio.[27]
- 16 febbraio 2000: il volo Air Nippon 354 finisce la sua corsa di atterraggio contro un cumulo di neve dopo aver percorso tutta la pista 14 dell'aeroporto "Okadama" di Sapporo, Giappone. L'ipotesi più accreditata è l'errore umano (velocità elevata), combinato con le precarie condizioni di aderenza della pista, essendo quest'ultima coperta di neve.[28]
- 3 novembre 2001: un YS-11 in fase di lavorazione per essere consegnato ad una compagnia aerea del Burundi e temporaneamente parcheggiato all'aperto viene distrutto da un incendio causato da un fuoco d'artificio vagante all'aeroporto "Southend" di Londra, Regno Unito.[29]
- 11 settembre 2005: il volo Phuket Airlines 326 esce di pista in fase di atterraggio all'aeroporto di Mae Sot, Thailandia, finendo in una piccola scarpata.[30]
- 2 gennaio 2008: il volo Asian Spirit 321 finisce fuori pista in fase di atterraggio a Masbate, Filippine, impattando contro la recinzione esterna in cemento. La causa è da attribuirsi ai forti venti che spiravano nella zona.[31]

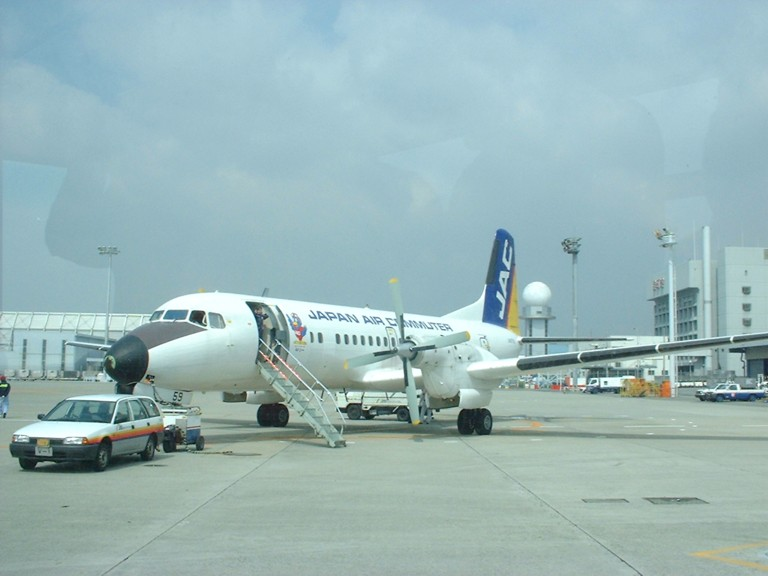
Un'altra immagine di un YS-11 di Japan Air Commuter.